# Anton Ditki
Anton Albert Dit(t)ki (ur. 15 maja 1798 w Braniewie, zm. w 1872 w Gdańsku) – ksiądz katolicki, doktor teologii, pedagog.

## Życiorys
Anton Ditki ukończył gimnazjum w Braniewie, uzyskując świadectwo dojrzałości w 1818 roku, po czym w tym samym roku wstąpił do miejscowego seminarium duchownego Liceum Hosianum. Święcenia kapłańskie uzyskał w 1823 roku. Dwa lata studiował historię i filologię klasyczną na Uniwersytecie w Berlinie. Powrócił do Braniewa, był nauczycielem religii w gimnazjum braniewskim. W 1836 roku został dyrektorem progimnazjum w Reszlu. Wpierał tam naukę języka polskiego, zabiegał o pozyskanie odpowiednich nauczycieli języka polskiego, w tym m.in. Franciszka Krajnickiego. W 1834 arcybiskup poznański Marcin Dunin mianował go profesorem egzegezy Pisma Świętego w seminarium duchownym w Poznaniu. Niedługo potem uzyskał doktorat na Uniwersytecie Wrocławskim. W 1837 został uhonorowany tytułem doktora honoris causa Uniwersytetu Wrocławskiego. Uhonorowany został również Orderem Orła Czerwonego IV Klasy.
W 1847 przeniósł się do Gdańska, został tam radcą szkolnym na obwód rejencji; funkcję tę sprawował przez 20 lat, do 1867 roku.
Opublikował kilka rozpraw o historii Kościoła na Warmii oraz parę rozpraw egzegetycznych w katolickich czasopismach we Wrocławiu.

## Literatura
- Tadeusz Oracki, Słownik biograficzny Warmii, Mazur i Powiśla XIX i XX wieku (do 1945 roku), Instytut Wydawniczy Pax, Warszawa 1983
- Jan Chłosta, Słownik Warmii, Olsztyn 2002